# Le Dénouement imprévu
Le Dénouement imprévu est une comédie en un acte et en prose de Marivaux créée pour la première fois le 2 décembre 1724 par les comédiens ordinaires du roi au théâtre de la rue des Fossés Saint-Germain.
Première pièce que Marivaux ait donnée aux Français après Annibal, le Dénouement imprévu n’eut que six représentations. Il fut, en revanche, beaucoup mieux accueilli en Allemagne qu’en France.

## Personnages
- M. Argante.
- Mademoiselle Argante, fille de M. Argante.
- Dorante, avocat.
- Éraste, gentilhomme demeurant à la campagne.
- Maitre Pierre, fermier de M. Argante.
- Lisette, suivante de mademoiselle Argante.
- Crispin, valet d’Éraste.
- Un domestique de M. Argante.

## L’intrigue
Mademoiselle Argante est depuis quatre ans en couple avec Dorante. Elle l’estime, mais il l’ennuie. Elle préfère toutefois l'épouser lui, plutôt que le gentilhomme que son père souhaite lui imposer et qu’elle n’a jamais vu. D'autant plus qu'il vit à la campagne et qu'elle n'aime guère cela. 
Pour éloigner son promis, Dorante lui soumet l'idée de feindre la folie. Sous ce prétexte, elle malmène rudement son père, puis son futur mari, le gentilhomme Eraste, qui se fait passer pour un ami à lui, et non lui-même, dans le but de sonder si Mademoiselle Argante souhaite réellement le mariage. 
Le soi-disant ami d'Eraste plaît à Mademoiselle Argante, et elle se rend vite compte qu'il s'agit en réalité d'Eraste lui-même, et non d'un ami à lui. Elle décide alors de se montrer telle qu'elle est, de laisser tomber Dorante, et d'épouser Eraste - qui lui promet au passage qu'ils ne vivront pas à la campagne.

## Source
- Jean Fleury, Marivaux et le marivaudage, Paris, Plon, 1881, p. 105-6.